# Taras Bulba (Janáček)
Taras Bulba es una rapsodia para orquesta del compositor checo Leoš Janáček. Fue compuesta entre 1915 y 1918 y es una de las obras más famosas de Janáček. Está basada en la novela homónima de Nikolái Gógol.
La primera versión de la obra se terminó el 2 de julio de 1915, pero Janáček la revisó más tarde y realizó cambios sustanciales. La segunda versión, casi completa, se terminó el 29 de marzo de 1918. Taras Bulba se estrenó en el Teatro Nacional de Brno el 9 de octubre de 1921, bajo la dirección de František Neumann. La primera audiencia en Praga tuvo lugar en 1926 bajo la batuta de Václav Talich.
La composición estaba dedicada a nuestro ejército, el protector armado de nuestra nación. Fue publicada por Hudební matice en 1924 en un arreglo para piano a dúo realizado por Břetislav Bakala. En 1927 se publicó la partitura completa con más cambios. Janáček describió la pieza como una 'rapsodia' y eligió tres episodios de la historia de Gógol para retratar esta obra programática.

## Instrumentación
La obra está escrita para flautín (doblando tercera flauta), 2 flautas, 2 oboes, corno inglés, 2 clarinetes (primer clarinete doble mi bemol), 2 fagotes, contrafagot (doblando tercer fagot), 4 trompas, 3 trompetas, 3 trombones, tuba, timbales, caja, platillo suspendido (tocado con baquetas de caja), triángulo, campanas tubulares, arpa, órgano y cuerdas.

## Movimientos
La obra consta de 3 movimientos que se corresponden con tres capítulos de la novela de Gógol.

### Primer movimiento:La muerte de Andréi
Se centra en el hijo menor del cosaco Taras Bulba, que se enamora de la hija de un general polaco. El comienzo es un apasionado episodio entre los amantes, con solos de corno inglés, violín y oboe. De vez en cuando se perciben atisbos de oscuridad, y finalmente la música se vuelve más turbulenta, mostrando una batalla entre los dos ejércitos: ladridos furiosos de trombón, tañidos de campanas y triunfantes toques de trompeta. Andréi lucha del lado de los polacos, pero cuando su padre se acerca a él en la batalla, se da cuenta de su traición y baja la cabeza para ser asesinado por el propio Taras Bulba. Al final, hay una breve reminiscencia de la música de amor.

### Segundo movimiento:La muerte de Ostap
El hijo mayor de Taras Bulba, que está abrumado por el dolor por la muerte de Andréi, es capturado por los polacos durante la batalla y llevado a Varsovia para torturarlo y ejecutarlo. Taras Bulba se cuela en Varsovia disfrazado y, en el momento de la muerte de Ostap, olvida dónde está y llama a su hijo. Gran parte de la música se retoma con una especie de marcha inexorable y claudicante. Al final hay una mazurca salvaje, grotesca, mientras los polacos danzan triunfantes. Taras Bulba está personificado por declaraciones de trombón oscuro, y el último grito de angustia de Ostap es interpretado por el clarinete alto. Existen paralelismos con dos anteriores escenas orquestales: Sinfonía fantástica de Berlioz y Las alegres travesuras de Till Eulenspiegel de Richard Strauss.

### Tercer movimiento:Profecía y muerte de Taras Bulba
En el movimiento final, los cosacos luchan enloquecidos por toda Polonia para vengar a Ostap. Taras Bulba es finalmente capturado en una batalla en el río Dniéper, pero antes de morir quemado por el ejército polaco, lanza una desafiante profecía: "¿Creéis que hay algo en el mundo que un cosaco tema? Esperad, ¡llegará el momento en que sabréis lo que es la fe ortodoxa rusa! El pueblo ya lo siente lejos y cerca. Un zar surgirá de suelo ruso, y no habrá poder en el mundo que no se someta a él". 
La música de apertura está llena de música de batallas y gritos de guerra de Taras Bulba -los trombones de nuevo- hasta un pasaje tranquilo que describe su captura. La profecía propiamente dicha es un pasaje conmovedor para metales y órgano, que culmina con el repique de campanas y un epílogo triunfal. Justo antes de que entren las campanas, hay una cadencia morava en el compás 169.

## Duración
La obra dura aproximadamente 23 minutos.

## External linknlaces externos
- Partituras libres de Taras Bulba en el Proyecto Biblioteca Internacional de Partituras Musicales (IMSLP).

- Datos: Q3052168